# The Dedication Orchestra

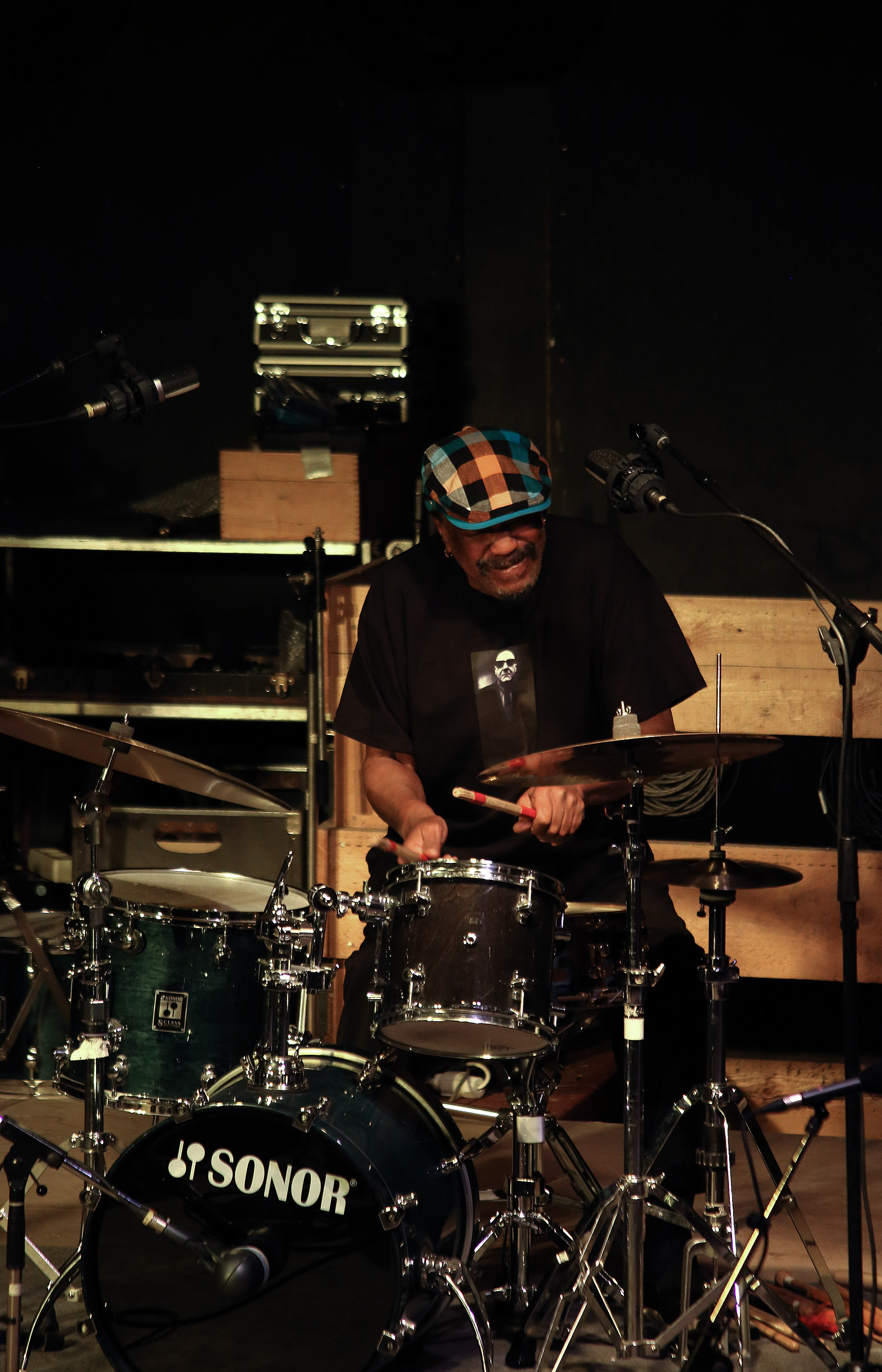
Louis Moholo (2013)

The Dedication Orchestra war eine britische Bigband des Creative Jazz, die vor allem in den 1990er Jahren existierte. Sie wurde von Louis Moholo gegründet und geleitet.

## Geschichte
Das Dedication Orchestra verstand sich als ein Tribut-Orchester, das an die Musik der südafrikanischen Band The Blue Notes und deren Komponisten erinnerte. In ihm spielten bei einem ersten Konzert im 100 Club in London am Neujahrstag 1992 zwei Generationen der britischen Jazzszene. Zu ihr gehörten Musiker wie Harry Beckett, Alan Skidmore, Radu Malfatti, Django Bates, Kenny Wheeler, Elton Dean, Lol Coxhill, Evan Parker, Paul Rutherford und viele andere Musiker wie Keith Tippett, Louis Moholo (das letzte überlebende Mitglied der Blue Notes) sowie als Sänger Julie Tippetts, Maggie Nichols, Phil Minton und Claude Deppa. Die Absicht des Konzerts war es, den verstorbenen Bandmitgliedern der Blue Notes bzw. der Brotherhood of Breath wie dem Saxophonisten Dudu Pukwana, dem Trompeter Mongezi Feza, Chris McGregor sowie den Bassisten Johnny Dyani und Harry Miller zu gedenken und gleichzeitig den Fonds Spirits Rejoice zu unterstützen, der sich um junge Talente in Südafrika kümmert.
Zwei Tage nach dem Auftritt im 100 Club ging die Formation ins Studio und nahm Nummern aus dem Konzert auf; die Arrangements stammten von Keith Tippett, Kenny Wheeler, Eddie Parker, John Warren, Jim Dvorak, Django Bates und Radu Malfatti. Hauptsolisten waren Harry Beckett in Pukwanas Hug Pine, Jim Dvorak in seinem Arrangement von Fezas Sonia, Evan Parker und Keith Tippett in McGregors Andromeda.

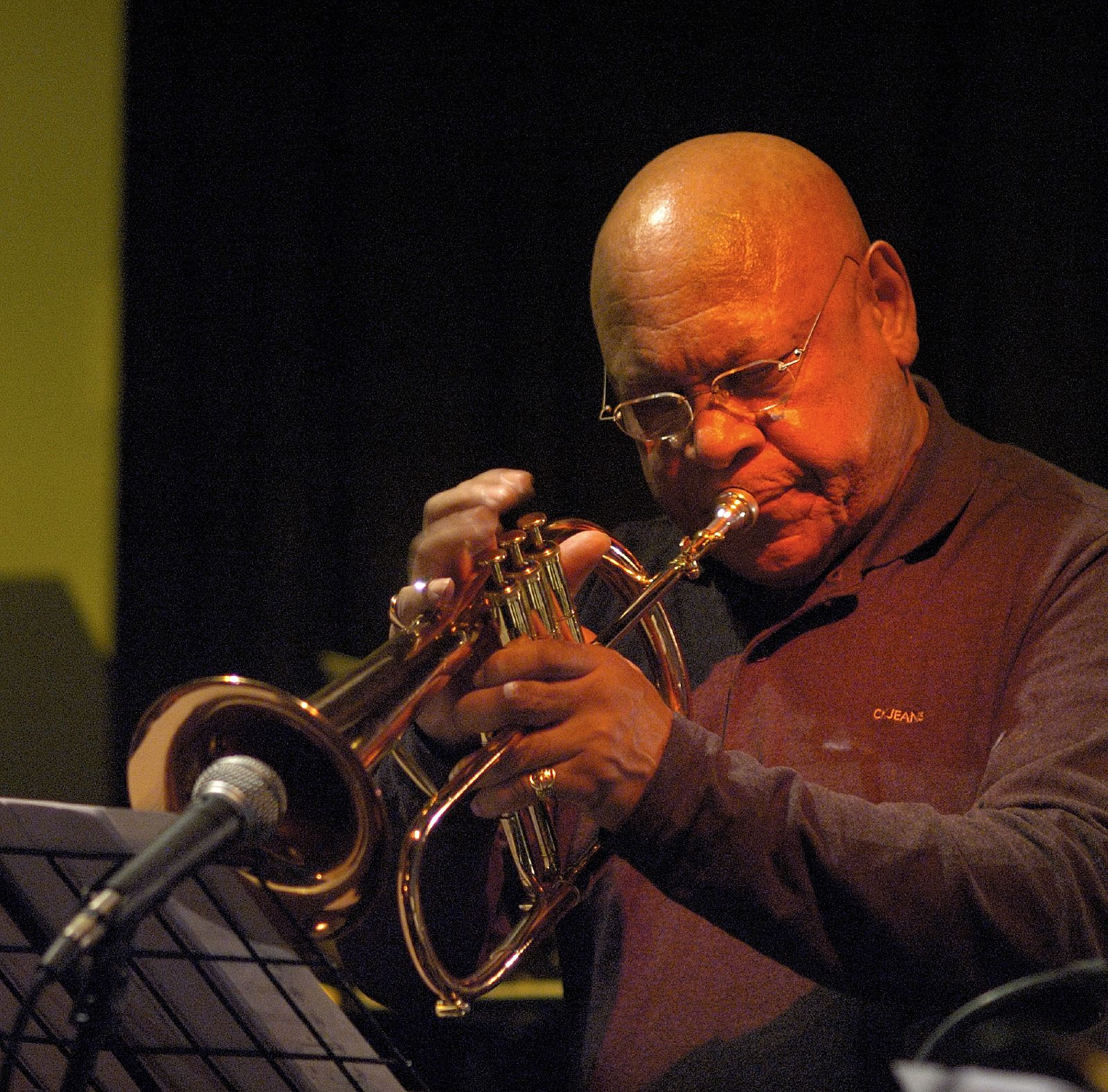
Harry Beckett

Zwei Jahre später entstand in ähnlicher Besetzung das Album Ixesha (Time) mit Kompositionen von Johnny Dyani (Wish You Sunshine), McGregor (The Serpent's Kindly Eye). Mitwirkende Musiker waren erneut Paul Rutherford, Kenny Wheeler, Jim Dvorak, Malcolm Griffiths, Radu Malfatti, Lol Coxhill, Elton Dean, Evan Parker, Chris Biscoe, Claude Deppa und Paul Rogers sowie Sean Bergin und Henry Lowther. Im Juni 2001 trat die Formation mit Gästen wie Larry Stabbins, Trevor Watts und Roy Babbington beim Jazzfestival in Verona auf. 2003 spielte das Orchester in einer etwas veränderten Besetzung unter Leitung von Steve Beresford für die BBC.

## Diskographische Hinweise
- Spirits Rejoice (Ogun1992)
- Ixesha (Time) (Ogun, 1994)